# Det Kongelige Norske Videnskabers Selskab
Det Kongelige Norske Videnskabers Selskab blev stiftet i Trondheim 1760 (under navnet Det Trondhiemske Selskab) af biskop Johan Ernst Gunnerus, Gerhard Schøning og Peter Friderich Suhm. Det blev i 1767 til Det Kongelige Norske Videnskabers Selskab.
Selskabet har gennem årene finansieret en række forskningsprojekter og selskabets samlinger har dannet grundlaget for Gunnerusbiblioteket og Vitenskapsmuseet, der begge er en del af Norges teknisk-naturvitenskapelige universitet i Trondheim.

## Ekstern henvisning
- Det Kongelige Norske Videnskabers Selskab Arkiveret 4. marts 2005 hos  Wayback Machine